# Valget i Costa Rica 1913
Valget i Costa Rica 1913 var et præsident- og parlamentsvalg afholdt i Costa Rica den 7. december 1913. Det var det første direkte valg siden 1844. Det var også det første valg hvor alle mænd havde valgret, efter økonomiske og uddannelsesmæssige krav blev fjernet. Máximo Fernández Alvarado fra det Republikanske Parti vandt præsidentvalget, men både han og modkandidaten Carlos Durán Cartin blev senere underkendt, og Alfredo González Flores blev udnævnt til præsident af kongressen den 8. maj 1914. Det Republikanske Parti vandt også parlamentsvalget. Valgdeltagelsen var 78,0 % ved præsidentvalget og 78,6 % ved parlamentsvalget.

## Valgresultater

### Præsident
| Kandidat                  | Parti                   | Stemmer | %    |
| ------------------------- | ----------------------- | ------- | ---- |
| Máximo Fernández Alvarado | Republican Party        | 26,989  | 42.1 |
| Carlos Durán Cartín       | National Union          | 19,818  | 30.9 |
| Rafael Yglesias Castro    | Uafhængig               | 17,340  | 27.0 |
| Blanke/ugyldige stemmer   | Blanke/ugyldige stemmer | 6       | -    |
| Total                     | Total                   | 64,153  | 100  |
| Kilde: Nohlen             |                         |         |      |

### Parlamentet
| Parti                   | Stemmer | %    |
| ----------------------- | ------- | ---- |
| Republican Party        | 27,094  | 42.3 |
| National Union          | 19,747  | 30.8 |
| Uafhængige              | 17,215  | 26.9 |
| Blanke/ugyldige stemmer | 543     | -    |
| Total                   | 64,599  | 100  |
| Kilde: Nohlen           |         |      |